# Kátov
Kátov (em húngaro: Kátó) é um município da Eslováquia, situado no distrito de Skalica, na região de Trnava. Tem 4,27 km² de área e sua população em 2018 foi estimada em 637 habitantes.

## Demografia
| Ano:        | 1994 | 2004   | 2014   | 2024   |
| ----------- | ---- | ------ | ------ | ------ |
| Broj ljudi: | 538  | 574    | 613    | 624    |
| Razlika:    |      | +6,69% | +6,79% | +1,79% |

| Ano:               | 2023 | 2024   |
| ------------------ | ---- | ------ |
| Número de pessoas: | 615  | 624    |
| Diferença:         |      | +1,46% |